# 센사키촌
센사키촌(千咲村)은 후쿠시마현 가와누마군에 있던 촌이다.

## 역사
- 1889년 4월 1일 - 정촌제 시행에 의해 2촌의 구역을 가지고 성립하였다.
- 1955년
  - 3월 1일 - 센사키촌의 일부(大字三津合)가 야마토정으로 편입
  - 3월 31일 - 센사키촌 및 다카테라촌, 신고촌, 야마군의 야마사토촌 등 4개 촌이 합병하여 다카사토촌이 신설되고, 센사키촌 등은 폐지되었다.

## 교통

### 철도노선
촌 지역에는 철도 노선이 존재하지 않았지만, 아가강 건너편 야마군 야마사토정에 일본국유철도 반에쓰사이선 야마토역이 위치했다

## 참고문헌
- 角川日本地名大辞典 7 福島県